# 佐藤俊一
佐藤 俊一（さとう しゅんいち、1932年1月10日 - 2006年9月27日）は、新潮社相談役。東京府出身。

## 経歴
1954年に慶應義塾大学文学部を卒業と同時に大日本印刷に入社。その後、家族が経営する新潮社に移り、1974年に取締役、1983年に専務取締役、1987年に高畑勲監督の『火垂るの墓』をプロデュース、1998年に相談役に退く。
2006年9月27日に腎不全で死去。74歳没

## 受賞歴
- 1989年　-　日本宣伝賞正力賞

## 家族
- 佐藤義亮（祖父・新潮社創業者）
- 佐藤義夫（伯父・新潮社第2代代表取締役社長）
- 佐藤俊夫（父親・新潮社第3代代表取締役社長）
- 佐藤亮一（義夫の息子・新潮社第4代代表取締役社長）
- 佐藤隆信（亮一の息子・新潮社第5代代表取締役社長）
- 佐藤千浪（妻）